# Kocaöz, Çobanlar
Kocaöz là một thị trấn thuộc huyện Çobanlar, tỉnh Afyonkarahisar, Thổ Nhĩ Kỳ. Dân số thời điểm năm 2011 là 2.488 người.